# 잔 카를로 메노티

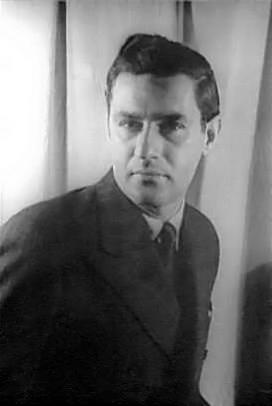
1944년, 칼 반 베흐텐이 촬영한 잔 카를로 메노티

잔 카를로 메노티(이탈리아어: Gian Carlo Menotti, 1911년 7월 7일 ~ 2007년 2월 1일)는 이탈리아인 오페라 작곡가이다. 메노티는 자신을 미국 작곡가라고 소개하고는 했지만, 이탈리아 국적을 버리지는 않았다. 크리스마스 오페라인 《아말과 밤에 찾아온 손님》을 비롯해 대중의 취향에 맞는 20여 편의 오페라를 작곡했다. 《영사》와 《블리커 가의 성자》를 통해 두 차례 퓰리처 상을 받기도 했다.

## 생애와 작품
1911년 7월 7일 이탈리아의 카델리아노에서 태어났다. 16세 때 커티스 음악원에 입학하기 위하여 미국으로 건너왔으며 새뮤얼 바버와 동기로 오랜 친구 관계를 유지했다. 오페라에 대한 이탈리아인 특유의 재능을 미국의 무대가 요구하는 것에 적응하여 즉각 성공을 거두었다. 《노처녀와 도둑》, 《영매(靈媒)》, 《전화》, 《영사(領事)》, 《아말과 밤에 찾아온 손님》, 《블리커 가의 성자》 등은 비극과 희극의 양면에서 메노티의 천재적 수완을 발휘한 작품이다. 한편 그랜드 오페라에도 손을 대어 1963년에 파리 오페라 극장에서 초연된 《최후의 야만인》은 찬반양론을 불러일으켰다. TV오페라 《미로(迷路)》를 작곡했는가 하면 《브린디지의 신부 죽음》과 같은 침통한 칸타타도 작곡했다.
1958년 이탈리아 스폴레토에서 ‘두 세계의 음악제’를 열었고 1977년 미국 찰스턴에서 ‘스폴레토 음악제’를 병설했는데 이는 현재까지 이어지고 있다. 1992년부터 1994년까지 로마 국립 오페라 극장의 예술 감독을 맡기도 했다. 1974년 배우이자 피겨 스케이팅 선수인 프랜시스 "칩" 메노티를 아들로 입양했으며 2007년 모나코 몬테카를로의 한 병원에서 숨을 거뒀다.

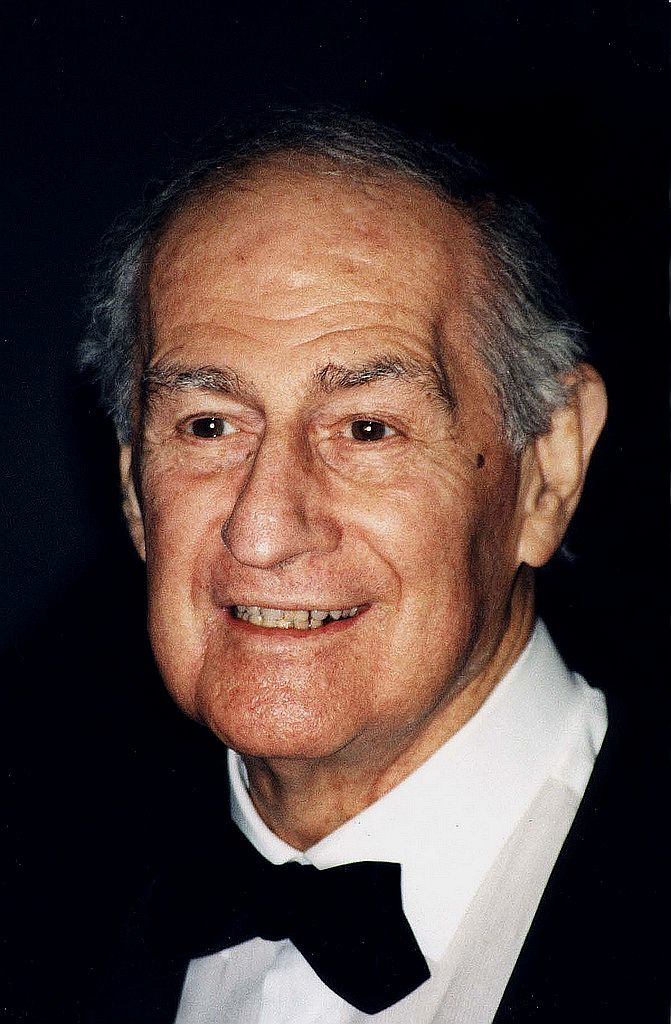
잔 카를로 메노티 (2000년)

## 작품목록

### 연주회용 작품
- 현과 피아노를 위한 전원곡과 무곡 (1934년)
- 세바스티안(Sebastian), 발레곡 (1944년)
- 피아노 협주곡 바장조 (1945년)
- 미궁으로의 사자(Errand into the Maze), 발레곡 (1947년)
- 교향시 '종말(Apocalypse)' (1951년)
- 바이올린 협주곡 가단조 (1952년)
- 노처녀와 도둑 주제에 의한 리체르카레와 토카타 (1953년)
- 유니콘, 고르곤, 그리고 만티코어 (1956년) (합창, 악기, 무용수를 위한 마드리갈 우화)
- 삼중협주곡 다장조 (1969년)
- 교향곡 가단조 '평온' (1976년)